# Tridactylus peruvianus
Tridactylus peruvianus är en insektsart som beskrevs av Lucien Chopard 1920. Tridactylus peruvianus ingår i släktet Tridactylus och familjen Tridactylidae. Inga underarter finns listade i Catalogue of Life.